# New Windsor, Illinois
New Windsor är en ort i Mercer County i delstaten Illinois, USA.